# Allodia orientalis
Allodia orientalis är en tvåvingeart som beskrevs av Zaitzev 1994. Allodia orientalis ingår i släktet Allodia och familjen svampmyggor. Inga underarter finns listade i Catalogue of Life.